# Space disco
Genres dérivés
Synthpop, Eurodance, hi-NRG
Genres associés
Italo disco
La space disco est un genre musical issu d'un mélange entre le disco et la thématique futuriste en vogue à la fin des années 1970. De nombreux groupes portaient d'ailleurs des costumes aux formes robotiques et des éclairages laser et des séquences d'écran d'ordinateur sont fréquents dans leurs performances live. Le genre lui-même est lentement assimilé à une forme purement instrumentale, presque orchestrale, du disco.

## Histoire
Le space disco est un genre relativement éphémère, et produit en masse entre 1977 et 1980. Le groupe français Space rencontre un énorme succès avec son titre Magic Fly sorti en 1977. Le groupe soviétique d'origine lettone Zodiak est très populaire en URSS.

## Caractéristiques
À la fin des années 1970, dans le sillage de succès cinématographiques tels que Star Wars et télévisuels tels que Cosmos 1999, un certain nombre d'artistes musicaux jouant un genre musical à cheval sur la musique électronique et l'Euro disco, se présentent au public en s'habillant de combinaisons cybernétiques ou de scaphandres spatiaux, se déplaçant par à-coups comme des robots ou simulant lentement l'apesanteur, portant un maquillage lourd et efficace pour déguiser les traits humains (et prendre alternativement ceux d'un automate, d'un extraterrestre ou d'un astronaute) et utilisant des vocodeurs, des synthétiseurs et des effets technologiquement élaborés dans leurs compositions musicales.
En accord avec le look et le son exprimés, les performances live de ces groupes étaient extrêmement scéniques et impliquaient l'utilisation massive de lasers, de fumée et de lumières stroboscopiques ; dans le cas d'apparitions télévisées, il était habituel de superposer les images filmées sur des arrière-plans spatiaux ou martiens en utilisant la technique du chromakey. Le morceau considéré comme la pierre angulaire du genre est Battlestar Galactica de Giorgio Moroder. 